# Vela (medida)

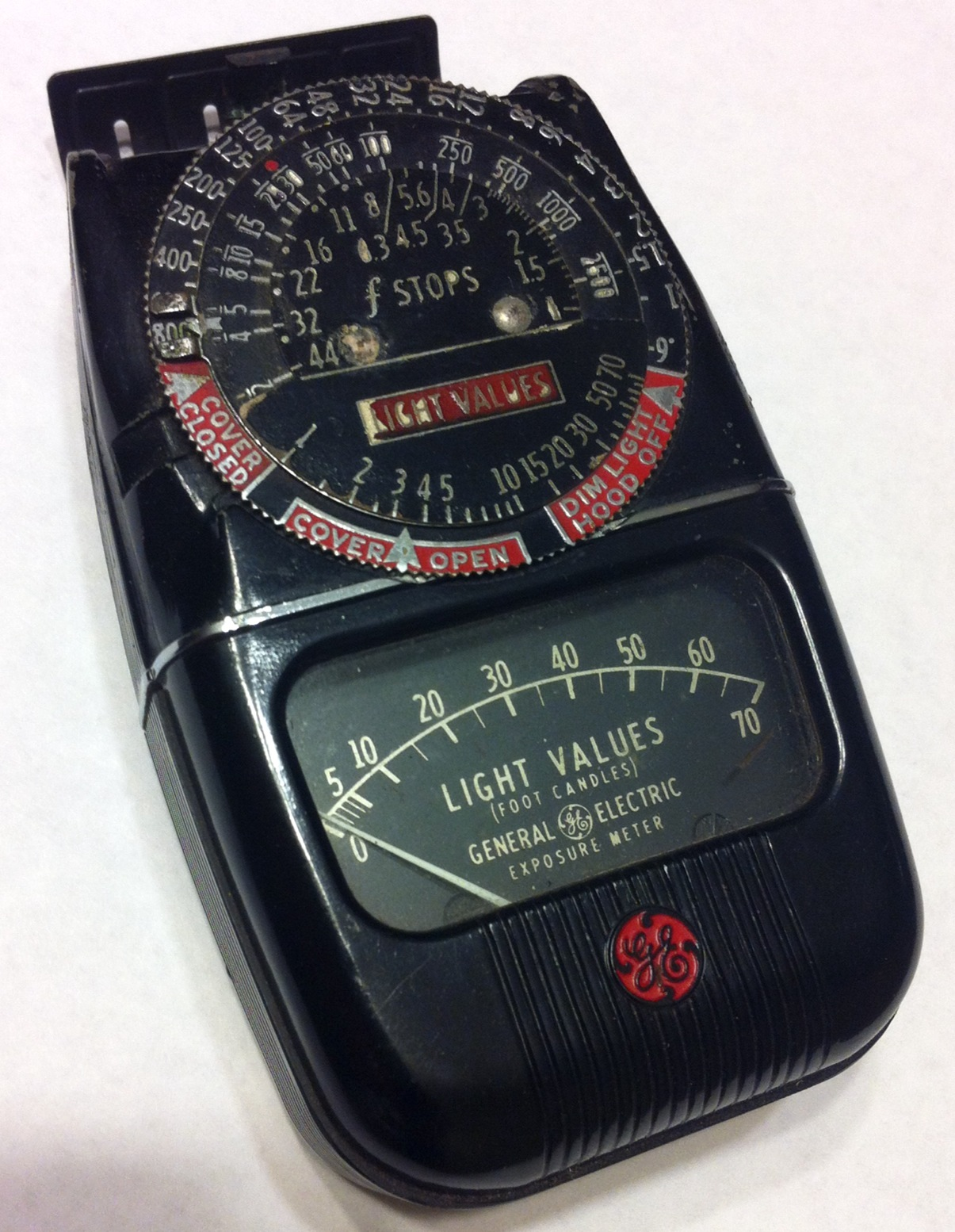
Vela, fotografia

Vela, em fotometria, é a antiga unidade de medição de intensidade luminosa, correspondente àquela produzida por uma vela, cujos tamanhos e composição são predeterminados e padronizados.
Esta medida, embora utilizada em Portugal e no Brasil para mensurar a intensidade das lâmpadas comercializadas, não integra o Sistema Internacional de Unidades (SI).
O SI adota como medida de intensidade luminosa a candela (cd); uma vela internacional equivale a 1,019 cd.